# Morganza (Luisiana)
Morganza es una villa ubicada en la parroquia de Pointe Coupee en el estado estadounidense de Luisiana. En el Censo de 2010 tenía una población de 610 habitantes y una densidad poblacional de 169,81 personas por km².

## Geografía
Morganza se encuentra ubicada en las coordenadas 30°44′17″N 91°35′30″O / 30.73806, -91.59167. Según la Oficina del Censo de los Estados Unidos, Morganza tiene una superficie total de 3.59 km², de la cual 3.05 km² corresponden a tierra firme y (15.07%) 0.54 km² es agua.

## Demografía
Según el censo de 2010, había 610 personas residiendo en Morganza. La densidad de población era de 169,81 hab./km². De los 610 habitantes, Morganza estaba compuesto por el 71.64% blancos, el 27.87% eran afroamericanos, el 0% eran amerindios, el 0% eran asiáticos, el 0% eran isleños del Pacífico, el 0.33% eran de otras razas y el 0.16% pertenecían a dos o más razas. Del total de la población el 0.82% eran hispanos o latinos de cualquier raza.